# ZeBRA☆STAR
ZeBRA☆STAR（ゼブラスター）は、スターダストプロモーションの若手俳優集団EBiDANから生まれたダンス&ボーカルグループ。スターダストプロモーション制作1部所属。2022年12月31日に活動終了した。

## 沿革
2016年に歩輝、護、洸聖、理樹、寛太の5人で「凸凹ふぁいぶ」として結成。その後、亨汰、SHIN、ナイトの3人のメンバーが加入し「Little☆E」に改名。
2016年8月7日に初のワンマンライブを開催。
2016年11月に「Little☆E」から「ZeBRA☆STAR」に改名。
2017年2月18日に1stシングル「ゼブラワールド／Boys,Be Ambitious！」を発売。
2017年7月22日に2ndシングル「Don’t Stopロマンティック」を発売。
2017年8月3日,4日に開催された「EBiDAN THE LIVE 2017 ～Summer Party～」にオープニングアクトとして参加。
2017年12月16日に新メンバーの真翔が加入。
2018年からは年上組（歩輝、亨汰、SHIN、マモル）がZeBRA☆BLACK、年下組(洸聖、理樹、ナイト、寛太、真翔）がZeBRA☆REDと分け、別々での活動も多くなっている。
2018年5月：新メンバーの開斗（後にkaiに改名）がZeBRA☆BLACKに加入。
2018年7月15日：歩輝が卒業。
2019年1月1日：開斗がkaiに改名。
2019年3月：ZeBRA☆BLACKに新メンバーの柊、ZeBRA☆REDに新メンバーの輝、来輝が加入。
2019年4月：洸聖がREDからBLACKに移動。ナイトはREDとBLACKを掛け持つ。
2019年8月17日：ナイトが卒業。
2019年9月14日：3rdシングル「Youthful Wind／Lucky Boy☆Lucky Days」を発売。
2020年9月22日：輝が卒業。今後は10名でZeBRA☆STARとして活動を開始することを発表。
2020年10月23日：タワーレコード内に新レーベル「starry SKY」を設立したことを発表。
2021年4月20日：「starry SKY」所属後初のシングルであり、ユニットとしては4枚目のシングル「Shining Fire」を発売。
2021年10月24日：kaiが卒業。
2021年12月22日：5thシングル「ideal story/Future!!!!!!!!!」を発売。
2022年6月1日：個人活動を中心に行うことを発表。
2022年12月31日：グループ活動終了。

## メンバー
| 名前       | 生年月日               | 所属                                     |
| ---------- | ---------------------- | ---------------------------------------- |
| 亨汰       | 2002年8月20日（22歳）  | ZeBRA☆BLACK                              |
| SHIN       | 2003年2月26日（22歳）  | ZeBRA☆BLACK                              |
| 萩原護     | 2003年7月9日（21歳）   | ZeBRA☆BLACK                              |
| 桑原柊     | 2004年1月3日（21歳）   | ZeBRA☆BLACK                              |
| 新井洸聖   | 2004年10月19日（20歳） | ZeBRA☆RED 2019年4月よりZeBRA☆BLACKに移動 |
| 大熊理樹   | 2005年9月26日（19歳）  | ZeBRA☆RED                                |
| 長谷川寛太 | 2006年10月11日（18歳） | ZeBRA☆RED                                |
| 森下真翔   | 2007年6月9日（17歳）   | ZeBRA☆RED                                |
| 三上来輝   | 2008年8月18日（16歳）  | ZeBRA☆RED                                |

### 元メンバー
- 歩輝：ZeBRA☆BLACK
- ナイトアンドリュー：ZeBRA☆RED（2019年4月よりREDとBLACKを掛け持ち）
- 田代輝：ZeBRA☆RED
- kai：ZeBRA☆BLACK

## ディスコグラフィ

### シングル
|   | タイトル                            | 発売日         | 収録曲                                             | 品番                               |
| - | ----------------------------------- | -------------- | -------------------------------------------------- | ---------------------------------- |
| 1 | ゼブラワールド／Boys,Be Ambitious！ | 2017年2月18日  | 01. ゼブラワールド 02. Boys,Be Ambitious！         | SDMC-1001                          |
| 2 | Don’t Stopロマンティック            | 2017年7月22日  | 01. Don’t Stopロマンティック 02. Dancing! Dancing! | SDMC-1011                          |
| 3 | Youthful Wind／Lucky Boy☆Lucky Days | 2019年9月14日  | 01. Youthful Wind 02. Lucky Boy☆Lucky Days         | SDMC-1061                          |
| 4 | Shining Fire                        | 2021年4月20日  | 01. Shining Fire 02. Breakthrough                  | STSK-004                           |
| 5 | ideal story/Future!!!!!!!!!         | 2021年12月22日 | 01. ideal story 02. Future!!!!!!!!!                | 通常盤：STSK-0005 初回盤：STSK-006 |

## ライブ・イベント出演
- EBiDAN THE LIVE 2017 ～Summer Party～（2017年8月3日・4日、東京国際フォーラム）
- EBiDAN 39＆KiDS 星男祭2017（2017年8月25日、渋谷さくらホール）
- 夢と涙のD7 ～ROAD TO EBiDAN THE LIVE 2018～（2018年8月29日、東京国際フォーラム ホールD7）
- 星男祭2018（2018年12月16日、AiiAシアター）